# Нугаев, Магдий Алимжанович
Магдий Алимжа́нович Нуга́ев (26 апреля 1921, Уральск, Киргизская АССР, РСФСР — 20 декабря 2016, Казань, Республика Татарстан, Россия) — советский и российский социолог, основатель научной школы. Доктор философских наук (1978), профессор (1979). Заслуженный деятель науки Татарской АССР (1981)

## Биография
Родился в 1921 году в г. Уральске (Казахстан).
Война застала его курсантом уральского аэроклуба. В 1942-м, курсант оказался в московской школе авиамехаников. В действующей армии находился с июня 1943 года по март 1945 года: сначала был авиамехаником 71 Гвардейского штурмового авиаполка на Северо-Западном фронте, а затем был переведен в 100-й, позднее 34-й авиаполк в Калининской области. Награждён орденом «Отечественной Войны II степени» и 15 медалями.
В 1952 году окончил факультет права МГИМО по специальности юрист-международник.
9 лет был заведующим лекторской группой Татарского обкома партии, руководил социологической лабораторией Казанского государственного университета им. В. И. Ульянова-Ленина
15 лет являлся заведующим кафедры социологии Казанского государственного педагогического института.
10 лет работал главным научным сотрудником отдела социологии Института социально-экономических и правовых наук АН РТ.
С 2004 года — профессор кафедры социологии Казанского государственного энергетического университета, главный научный сотрудник Центра перспективных экономических исследований академии наук Республики Татарстан.

## Научная деятельность
Научные изыскания Нугаева М. А. посвящены проблемам развития трудовой активности членов производственного коллектива, моделирования и прогнозирования качества социального потенциала региона. Им создана модель социологического исследования трудовой активности рабочих и базовая и прогностическая модели качества социального потенциала Республики Татарстан. Разработаны концептуальные основы исследования татарстанской модели социально-экономического развития (1997), проведено конкретно-социологическое исследование общественной идеологии в Республике Татарстан (2000—2002) в соавторстве с профессором Нугаевым P.M. На основе предложенных методологии и методик под его руководством проведены исследования на 25 предприятиях республики, в том числе на КамГЭСэнергострое, КамАЗе, Оргсинтезе. Реализация методов, предложений и рекомендаций подтвердила практическую значимость и эффективность полученных результатов, а также теоретических концепций, положенных в
основу данных исследований.
Он автор около 200 научных трудов, в том числе монографий:
- Трудовая активность рабочего класса развитого социалистического общества (теоретико-методологический аспект). Казань: Изд-во Казанск. ун-та, 1975
- Концептуальные основы исследования татарстанской модели социально-экономического развития. Казань: Изд-во АНТ, 1997 (12 п.л.) в соавторстве с Нугаевым Р.М;
- Менеджмент как социальный институт. Казань: Изд-во АНТ, 1998 в соавторстве с Башировым Я. А.;
- Инновационно-предпринимательская культура и развитие организационно-хозяйственного творчества. Казань: Изд-во АНТ, 1994 в соавторстве с Валеевой А. Ф.;
- Знание, ценности, идеология в модернизирующемся обществе: междисциплинарный подход. Казань, Изд-во АНТ,2002 г. в соавторстве с Нугаевым P.M.;
- Теоретико-методологические основы исследования качества социального потенциала региона. Казань: Изд-во Казанск.ун-та, 2006;
- Качество социального потенциала региона в политической и духовной сферах (на материалах РТ). Наб. Челны: Ред.-изд.отдел НОУ ВПО «Камский институт»,2008
- Базовая модель качества социального потенциала региона. Казань: Казан.гос.энерг.ун-т,2009
- Из жизни социолога. Воспоминания и размышления. Казань: Казан.гос.ун-т,2009

Профессор Нугаев М. А. создал свою научную школу. Под его руководством защитили диссертации около 100 человек, в том числе консультировал 5 успешно защитившихся докторов социологических наук. Являлся членом Совета КГУ по защите докторских и кандидатских диссертаций по социологии.

## Награды и признание
Награждён орденом Отечественной войны II степени, 20 медалями. За заслуги в научно-педагогической и общественной деятельности М. А. Нугаеву присвоено почетное звание «Заслуженный деятель науки Татарской АССР» (1981), награждён Почетной грамотой Президиума Верховного Совета РТ (1996), Благодарственным письмом Президента РТ (2006), Серебряной медалью им. Питирима Сорокина Института социологии РАН (2008), орденом «Labora et Scientia» (2013).